# بیداری (فیلم ۱۳۸۷)
بیداری فیلمی به کارگردانی فرزاد مؤتمن و نویسندگی کریم هاتفی‌نیا، سعید حاجی میری محصول سال ۱۳۸۷ است.
این فیلم در تاریخ ۳۰ دی ۱۳۹۴ در سینماهای ایران اکران شده‌است.

## خلاصه داستان
داستان زنی به نام زهرا است که حافظه‌اش از زمانی که برای آخرین بار دختر ۶ ساله‌اش یاسمن را دیده، متوقف شده‌است…

## بازیگران
- نیکی کریمی
- حامد بهداد
- شقایق فراهانی
- مهدی احمدی
- نیره فراهانی
- کیهان ملکی
- هوشنگ قوانلو
- مریم کاویانی
- رؤیا میرعلمی
- هستی مهدوی فر
- مهوش وقاری
- افسانه ناصری
- حسین محب‌اهری
- رؤیا جاویدنیا
- فلور نظری
- فرحناز منافی‌ظاهر
- رضا نوروزی
- شیوا خنیاگر
- مریم رهبری
- علیرضا ریاحی
- سعید عراقی
- امیرحسین صدیق
- پروین میکده